# Asklepij
Asklepij je v grški mitologiji bog zdravilstva. Njegov rimski dvojnik je Eskulap.
Bil je sin nesmrtnega Apolona in smrtne tesalske princese Koronide.
O smrti Koronide obstajata dve verziji. Po prvi jo je s puščico ubila Artemida, po drugi pa jo je ubil sam Apolon zaradi nezvestobe med nosečnostjo. Po njeni smrti je dal Apolon sina v vzgojo kentavru Hironu, ki ga je naučil zdravilstva.
Asklepij je imel z ženo Epiono pet hčera Akeso, Panakejo, Ias, Aglejo in Higiejo ter tri sinove Mahaona, Podalejrija in Telesforja.
Na bojnih poljih pred Trojo sta imela on in njegov sin Mahaon pomembno vlogo. Ker je kot zdravnik obudil mrtveca, je razjezil Hada, gospodarja podzemlja. Zaradi njegovega vztrajanja je Zevs ubil Asklepija s strelo, ker je deloval proti volji bogov.
Po smrti so ga častili kot boga, vendar je ostal bliže ljudem kot bogovom.
Simbol zdravilstva je Asklepijeva palica ali po rimski mitologiji Eskulapova palica, okrog palice ovita kača. Asklepijeva simbola sta bila namreč kača in sova.
Njegov kult so častili na otoku Kosu, njegovo največje svetišče pa je bilo v Epidavru v Argolidi.